# Stanislaw Morosow
Stanislaw Morosow (ukrainisch/russisch Станислав Морозов; * 1. Februar 1979 in Swerdlowsk, Sowjetunion) ist ein ehemaliger ukrainischer Eiskunstläufer im Paarlauf. Er startete zunächst mit Jelena Belusowskaja. Von 1999 bis 2002 bildeten Aljona Savchenko und Stanislaw Morosow ein Eislaufpaar. Das Paar wurde in der Saison 1999/2000 Juniorenweltmeister. Nach den Olympischen Spielen 2002 trennte sich das Paar. Stanislaw Morosow unterbrach seine Eislaufkarriere wegen einer Verletzung. Ab 2004 lief er mit Tatjana Wolossoschar. Wolossoschar/Morosow waren mehrfache Landesmeister der Ukraine, 12. der Olympischen Winterspiele 2006 und vierte der Weltmeisterschaften 2007 und der Europameisterschaften 2008. Ihre Trainerin war ursprünglich Galina Kuchar. Nach den Weltmeisterschaften 2008 wechselten sie den Trainer und trainierten bei Ingo Steuer in Chemnitz in einer Trainingsgruppe mit Aljona Savchenko und Robin Szolkowy. Nach den Olympischen Winterspielen 2010 beendete Stanislaw Morosow seine Eislaufkarriere als aktiver Sportler.
Tatjana Wolossoschar läuft nun zusammen mit Maxim Trankow. Das Paar wird nun von Morosow trainiert. Unter Morosow wurde das Paar Europameister und Vize-Weltmeister 2012.

## Erfolge/Ergebnisse
(mit Wolossoschar)
| Wettbewerb/Wintersaison     | 2004–2005 | 2005–2006 | 2006–2007 | 2007–2008 | 2008–2009 | 2009–2010 |
| --------------------------- | --------- | --------- | --------- | --------- | --------- | --------- |
| Olympische Winterspiele     | –         | 12.       | –         | –         | –         | 8.        |
| Weltmeisterschaften         | 10.       | 10.       | 4.        | 9.        | 6.        |           |
| Europameisterschaften       | 5.        | –         | 5.        | 4.        | 4.        | 4.        |
| Ukrainische Meisterschaften | 1.        | –         | 1.        | 1.        |           | 1.        |
| Grand-Prix-Finale           |           |           |           |           | 4.        |           |
| Skate America               |           |           |           |           |           | 2.        |
| NHK Trophy                  |           |           |           | 4.        |           |           |
| Trophée Eric Bompard        |           |           |           | 5.        |           |           |
| Cup of Russia               | 5.        |           |           |           | 3.        |           |
| Cup of China                |           |           |           |           | 2.        | 3.        |
| Winter-Universiade          | 2.        |           |           | 2.        |           |           |
| Karl Schäfer Memorial       | 1.        |           |           |           |           |           |

(mit Savchenko)
| Wettbewerb/Wintersaison     | 1998–1999 | 1999–2000 | 2000–2001 | 2001–2002 |
| --------------------------- | --------- | --------- | --------- | --------- |
| Olympische Winterspiele     | -         | -         | -         | 15.       |
| Weltmeisterschaften         | -         | -         | 9.        | -         |
| Europameisterschaften       | -         | 7.        | 6.        | -         |
| Ukrainische Meisterschaften | 2.        | 1.        | 1.        | -         |
| Juniorenweltmeisterschaften | 12.       | 1.        | -         | -         |
| Sparkassen Cup              | -         | -         | 5.        | -         |
| Cup of Russia               | -         | 4.        | 7.        | -         |
| Skate Canada                | -         | -         | 6.        | -         |